# Gull Island (Witless Bay)
Gull Island ("Meeuweneiland") is een onbewoond eiland van 72,5 hectare dat deel uitmaakt van de Canadese provincie Newfoundland en Labrador. Het eiland bevindt zich in de Atlantische Oceaan, vlak voor de oostkust van Newfoundland.

## Geografie
Gull Island ligt voor de oostkust van het schiereiland Avalon in het uiterste zuidoosten van Newfoundland. Het 1,6 km lange eiland bevindt zich pal op de overgang van Witless Bay in de Atlantische Oceaan. Zowel de noordelijke als de zuidelijke kaap van die Newfoundlandse baai (respectievelijk South Head en Witless Point) liggen minder dan 2 km van het eiland verwijderd.
Gull Island reikt 74 meter boven de zeespiegel en ligt ruim anderhalve kilometer ten noorden van Green Island.

## Ecologisch Reservaat
Gull Island maakt tezamen met drie naburige eilanden (waaronder Green Island) deel uit van Witless Bay Ecological Reserve. De vier eilanden zijn beschermd vanwege hun uitzonderlijk belang als broedplaats voor allerhande zeevogels. Samen vormen ze zowel de grootste papegaaiduikerkolonie van Noord-Amerika als de op een na grootste kolonie van vale stormvogeltjes ter wereld.

## Zie ook

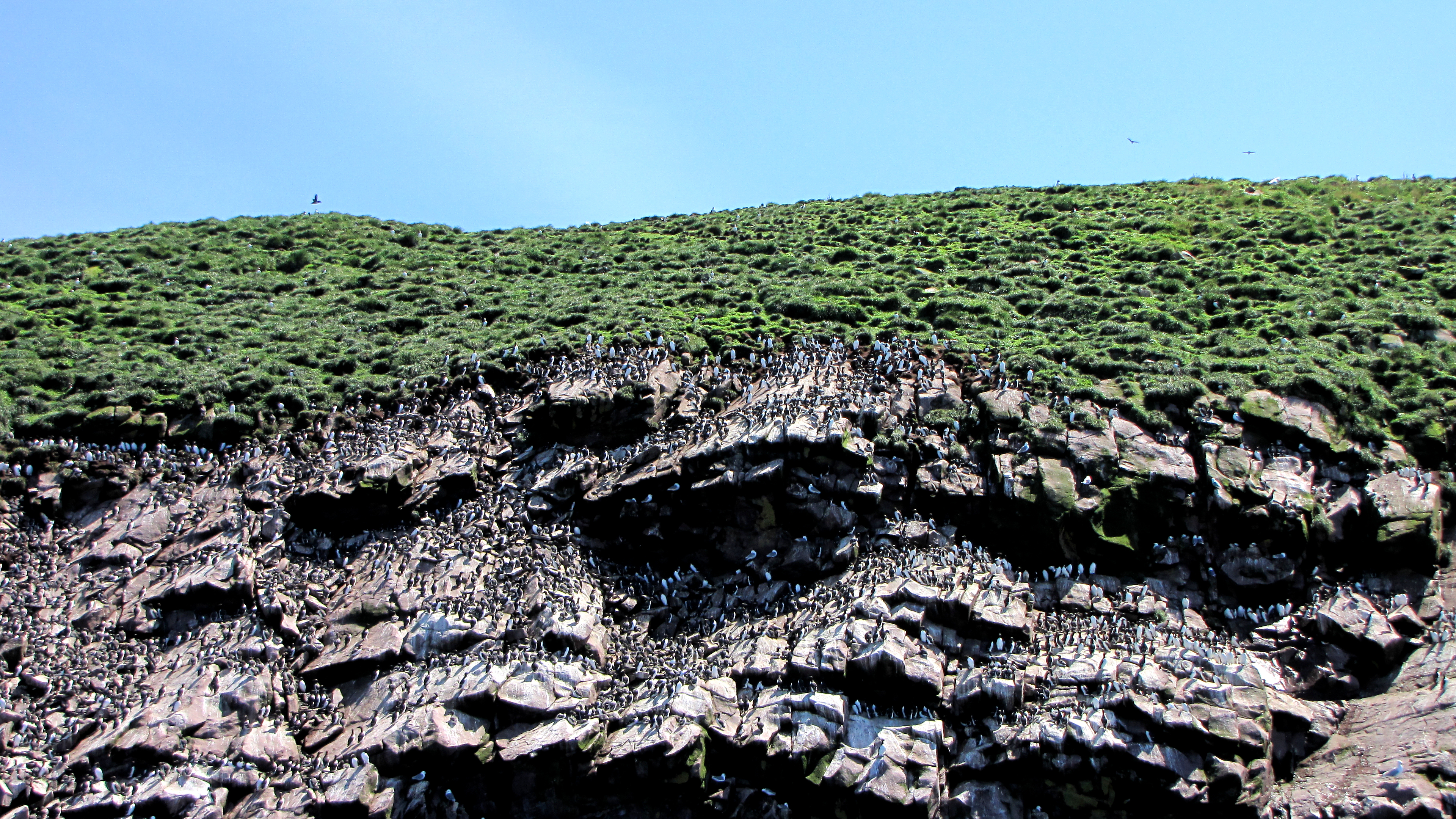
Zicht op de vogelkolonies op de oostelijke kliffen van Gull Island